# 廉昌
廉昌（1814年—1861年），字次春，号昉泉，伊尔根觉罗氏，满洲正黄旗人，道光己亥科副榜，庚子科举人，辛丑科进士。由户部候补笔帖式官至湖南岳州府知府。

## 家族
曾祖父達冲阿，曾任内阁中书，诰赠光禄大夫；祖父成格是嘉庆丙辰科进士，官至刑部尚书；父亲英淳，都察院笔帖式；胞叔英桂是道光乙未科举人；英桂之子寶昌是同治甲戌科进士；弟弟彦昌是道光丁未科进士，曾任国子监祭酒、紹昌是道光甲午科举人；彦昌之女是咸丰帝玶常在，紹昌之女是已革多罗端郡王載漪嫡福晋。